# Willi Fruth
Wilhelm „Willi“ Fruth (* 21. April 1925 in München; † 9. September 2014) war ein deutscher Jazzmusiker (Klarinette, Akkordeon, Komposition), Musikproduzent und -verleger, der vor allem für seine Produktionen bei MPS bekannt ist.

## Leben und Wirken
Fruth studierte von 1939 bis 1942 Klarinette an der Musikhochschule München, bevor er zum Kriegsdienst im Zweiten Weltkrieg eingezogen wurde. Ab 1946 leitete er eigene Bands; er arbeitete dann zehn Jahre in der Schweiz. 1963 wurde er der Produktionschef des Plattenlabels SABA und 1968 des aus diesem entstehenden Jazzlabels MPS, für die er teilweise auch als Tonmeister tätig war. Er produzierte Aufnahmen, die international als wegweisend galten. Mit Hans Georg Brunner-Schwer gründete er den Musikverlag Edition Swington, der die aufgenommenen Kompositionen der Musiker veröffentlichte und der ihm später allein gehörte. Nach der Beendigung der Labelaktivitäten 1981 war er als Verleger und weiterhin als Komponist tätig. Er komponierte mehr als 200 Titel, unter anderem für Erwin Lehn (Swing Skizze) und für Nelson Riddle (Romantic Places).

## Diskographie (Auswahl)
- Little Darling (später wiederveröffentlicht unter dem Titel Keep Swinging, mit Rudi Risavy, Mita Matejic, Mackie Ruff, Peter Witte, Charly Antolini, Otto Weiss, Hans Lehmann, Berni Prock, Art Van Damme, Paul Reinhardt, W. Goldmann, Rudi Thiem, Heribert Thusek, 1956–1963).